# Vorwahlergebnisse der Präsidentschaftswahl in den Vereinigten Staaten 2008
Diese Seite führt die Ergebnisse der Vorwahlen zur Präsidentschaftswahl des Jahres 2008 in den Vereinigten Staaten auf.

## Delegierte
Die Delegierten eines Bundesstaates werden auf Grundlage der Ergebnisse in den Vorwahlen (2008) auf die jeweiligen Kandidaten aufgeteilt. Die Delegierten wählen auf den nationalen Parteitagen den Präsidentschaftskandidaten ihrer Partei. Bei den Demokraten gibt es seit 1982 Superdelegierte. Dies sind Delegierte, die nicht aus den Vorwahlen hervorgehen. Meist sind dies Amtsinhaber und Parteioffizielle. Die Republikaner kennen dagegen verpflichtete und unverpflichtete Delegierte. Superdelegierte und unverpflichtete Delegierte sind bei der Wahl des Nominierten frei, was Prognosen erschwert. Die Zuordnung der Superdelegierten und unverpflichteten Delegierten erfolgt hier aufgrund der unverbindlichen Unterstützungsbekundungen, so genannten Endorsements, die diese gemacht haben. In den Zahlen enthalten sind nur diejenigen, die bisher eine solche Erklärung abgegeben haben. Das letztliche Abstimmungsverhalten dieser Gruppen von Delegierten kann sich jedoch von den vorherigen Erwartungen unterscheiden, da sie jederzeit das Lager wechseln können.

## Übersicht
| Demokraten |                                                                                               |                          |                            |        |
| |                                                                                               |                          |                            |        |
| Kandidat | Kandidat                                                                                      | Verpflichtete Delegierte | Unverpflichtete Delegierte | Gesamt |
| Barack Obama | Barack Obama (Designierter Kandidat) Senator aus Illinois                                     | 1.762                    | 394                        | 2.156  |
| ausgeschiedene Kandidaten: |                                                                                               |                          |                            |        |
| Joe Biden | Joe Biden zurückgezogen am 4. Januar 2008 Senator aus Delaware                                | 0                        | 0                          | 0      |
| Chris Dodd | Chris Dodd zurückgezogen am 4. Januar 2008 Senator aus Connecticut                            | 0                        | 0                          | 0      |
| Dennis Kucinich | Dennis Kucinich zurückgezogen am 5. Januar 2008 Senator aus Pennsylvania                      | 0                        | 0                          | 0      |
| Bill Richardson | Bill Richardson zurückgezogen am 10. Januar 2008 Gouverneur von New Mexico                    | 0                        | 0                          | 0      |
| John Edwards | John Edwards zurückgezogen am 30. Januar 2008 ehemaliger Senator aus North Carolina           | 155                      | 0                          | 155    |
| | Jim Rogers ausgeschieden am 25. Februar 2008 College-Professor (im Ruhestand)                 | 0                        | 0                          | 0      |
| Hillary Clinton | Hillary Clinton zurückgezogen am 7. Juni 2008 Senatorin aus New York und ehemalige First Lady | 1.637                    | 286                        | 1.923  |
| Delegierte gesamt: 4.234 (2.118 zum Sieg) Verpflichtete Delegierte: 3.438 Unverpflichtete Delegierte (Superdelegierte): 796 Ausstehende Delegiertenstimmen: 133 |                                                                                               |                          |                            |        |

| Republikaner |                                                                                                 |                          |                            |        |
| |                                                                                                 |                          |                            |        |
| Kandidat | Kandidat                                                                                        | Verpflichtete Delegierte | Unverpflichtete Delegierte | Gesamt |
| John McCain | John McCain (Designierter Kandidat) Senator aus Arizona                                         | 1.432                    | 85                         | 1.517  |
| ausgeschiedene Kandidaturen:                                                                                               |                                                                                                 |                          |                            |        |
| Duncan Hunter | Duncan Hunter zurückgezogen am 19. Januar 2008 Abgeordneter aus Kalifornien                     | 0                        | 0                          | 0      |
| Fred Thompson | Fred Thompson zurückgezogen am 23. Januar 2008 Schauspieler, ehemaliger Senator aus Tennessee   | 0                        | 0                          | 0      |
| Rudy Giuliani | Rudy Giuliani zurückgezogen am 30. Januar 2008 Politiker, ehemaliger Bürgermeister von New York | 0                        | 0                          | 0      |
| Mitt Romney | Mitt Romney zurückgezogen am 7. Februar 2008 ehemaliger Gouverneur von Massachusetts            | 255                      | 0                          | 255    |
| Mike Huckabee | Mike Huckabee zurückgezogen am 4. März 2008 ehemaliger Gouverneur von Arkansas                  | 272                      | 3                          | 275    |
| Alan Keyes | Alan Keyes zurückgezogen am 15. April 2008 ehemaliger Diplomat                                  | 0                        | 0                          | 0      |
| Ron Paul | Ron Paul zurückgezogen am 12. Juni 2008 Abgeordneter aus Texas                                  | 35                       | 0                          | 35     |
| Delegierte gesamt: 2.380 (1.191 zum Sieg) Verpflichtete Delegierte: 1.917 Unverpflichtete Delegierte (RNC Delegierte): 463 |                                                                                                 |                          |                            |        |

## Einzelergebnisse

### Einzelergebnisse der Bundesstaaten
Jene Kandidaten, die ihre Bewerbung zurückgezogen haben (Joe Biden, John Edwards, Dennis Kucinich, Chris Dodd, Bill Richardson, Duncan Hunter, Fred Thompson, Rudy Giuliani, Mitt Romney und Mike Huckabee) sind bei nachfolgenden Vorwahlen mit einer Fußnote gekennzeichnet.
Alle Prozentangaben sind gerundet. Ein Ergebnis von 0 % bedeutet, dass der Kandidat weniger als 0,5 % der Stimmen erhielt. In bevölkerungsreichen Staaten kann dies bis zu 20.000 erhaltene Stimmen betreffen.
Aufgrund der komplizierten Vorwahlrichtlinien bestimmen neben dem Stimmanteil der Primaries und Caucuses (Conventions) noch weitere Faktoren den Anteil der Delegierten. Diese sind von Staat zu Staat unterschiedlich.
| Datum                                                                                                 | Bundesstaat                  | Delegierte | Ergebnis Demokraten Platzierung, Kandidat, Stimmenanteil, verpflichtete Delegierte | Ergebnis Republikaner Platzierung, Kandidat, Stimmenanteil, verpflichtete Delegierte |
| 3. Januar 2008                                                                                        | Iowa                         | Demokraten: 45 Delegierte 12 Superdelegierte Republikaner: 37 Delegierte 3 unverpflichtete Delegierte                                                                  | Caucus 1. Barack Obama (38 %) 16 2. John Edwards (30 %) 14 3. Hillary Clinton (29 %) 15 4. Bill Richardson (2 %) 0 5. Joe Biden (1 %) 0                                                | Caucus 1. Mike Huckabee (34 %) 13 2. Mitt Romney (25 %) 10 3. Fred Thompson (13 %) 5 4. John McCain (13 %) 5 5. Ron Paul (10 %) 4 6. Rudy Giuliani (3 %) 0                                                               |
| Republikaner: 5. Januar und 30.–31. Mai 2008 Demokraten: 8. März 2008                                 | Wyoming                      | Demokraten: 12 Delegierte 6 Superdelegierte Republikaner: stellt nur 14 statt 27 Delegierte 14 Delegierte 0 unverpflichtete Delegierte                                 | Caucus 1. Barack Obama (61 %) 7 2. Hillary Clinton (38 %) 5 | Caucus 1. Mitt Romney (67 %) 8 2. Fred Thompson (25 %) 3 3. Duncan Hunter (8 %) 1 |
| 8. Januar                                                                                             | New Hampshire                | Demokraten: 22 Delegierte 5 Superdelegierte Republikaner: 12 Delegierte 0 unverpflichtete Delegierte                                                                   | Primary 1. Hillary Clinton (39 %) 9 2. Barack Obama (36 %) 9 3. John Edwards (17 %) 4 4. Bill Richardson (5 %) 0 5. Dennis Kucinich (1 %) 0                                            | Primary 1. John McCain (37 %) 7 2. Mitt Romney (32 %) 4 3. Mike Huckabee (11 %) 1 4. Rudy Giuliani (9 %) 0 5. Ron Paul (8 %) 0 6. Fred Thompson (1 %) 0 7. Duncan Hunter (1 %) 0                                         |
| 15. Januar                                                                                            | Michigan                     | Demokraten: Delegiertenstimmen werden nur zur Hälfte gewertet Republikaner: stellen nur 30 statt 60 Delegierte 30 Delegierte 0 unverpflichtete Delegierte              | Primary 1. Hillary Clinton (55 %) 34,5 2. Barack Obama (40 %) 29,5 3. Dennis Kucinich (4 %) 0 Christopher Dodd (1 %) 0                                                                 | Primary 1. Mitt Romney (39 %) 5 2. John McCain (30 %) 24 3. Mike Huckabee (16 %) 1 4. Ron Paul (6 %) 0 5. Fred Thompson (4 %) 0 6. Rudy Giuliani (3 %) 0                                                                 |
| 19. Januar                                                                                            | Nevada                       | Demokraten: 25 Delegierte 8 Superdelegierte Republikaner: 31 Delegierte 3 unverpflichtete Delegierte                                                                   | Caucus 1. Hillary Clinton (51 %) 12 2. Barack Obama (45 %) 13 3. John Edwards (4 %) 0                                                                                                  | Caucus 1. Mitt Romney (51 %) 17 2. Ron Paul (14 %) 4 3. John McCain (13 %) 4 4. Mike Huckabee (8 %) 3 5. Fred Thompson (8 %) 3 6. Rudy Giuliani (4 %) 0 7. Duncan Hunter (2 %) 0                                         |
| Republikaner: 19. Januar 2008 Demokraten: 26. Januar 2008                                             | South Carolina               | Demokraten: 45 Delegierte 9 Superdelegierte Republikaner: stellt nur 24 statt 47 Delegierte 24 Delegierte 0 unverpflichtete Delegierte                                 | Primary 1. Barack Obama (55 %) 25 2. Hillary Clinton (26 %) 12 3. John Edwards (18 %) 8 Uncommitted (0 %) 9                                                                            | Primary 1. John McCain (33 %) 18 2. Mike Huckabee (30 %) 6 3. Fred Thompson (16 %) 0 4. Mitt Romney (15 %) 0 5. Ron Paul (4 %) 0 6. Rudy Giuliani (2 %) 0                                                                |
| 29. Januar 2008                                                                                       | Florida                      | Demokraten: Delegiertenstimmen werden nur zur Hälfte gewertet Republikaner: stellt nur 57 statt 114 Delegierte 57 Delegierte 0 unverpflichtete Delegierte              | Primary 1. Hillary Clinton (50 %) 52,5 2. Barack Obama (33 %) 33,5 3. John Edwards (14 %) 6,5 Joe Biden (1 %) 0 Bill Richardson (1 %) 0 Dennis Kucinich (1 %) 0                        | Primary 1. John McCain (36 %) 57 2. Mitt Romney (31 %) 0 3. Rudy Giuliani (15 %) 0 4. Mike Huckabee (13 %) 0 5. Ron Paul (3 %) 0 Fred Thompson (1 %) 0                                                                   |
| Republikaner: 1.–3. Februar 2008 Demokraten: 10. Februar 2008                                         | Maine                        | Demokraten: 24 Delegierte 10 Superdelegierte Republikaner: 18 Delegierte 3 unverpflichtete Delegierte                                                                  | Caucus 1. Barack Obama (59 %) 15 2. Hillary Clinton (40 %) 9 | Caucus 1. Mitt Romney (52 %) 10 2. John McCain (21 %) 4 3. Ron Paul (18 %) 3 4. Mike Huckabee (6 %) 1 5. Uncommitted (6 %) 0                                                                                             |
| 5. Februar 2008                                                                                       | Alabama                      | Demokraten: 52 Delegierte 8 Superdelegierte Republikaner: 45 Delegierte 3 unverpflichtete Delegierte                                                                   | Primary 1. Barack Obama (56 %) 27 2. Hillary Clinton (42 %) 25 John Edwards (1 %) 0 | Primary 1. Mike Huckabee (41 %) 26 2. John McCain (37 %) 19 3. Mitt Romney (18 %) 0 4. Ron Paul (3 %) 0 |
| 5. Februar 2008                                                                                       | Alaska                       | Demokraten: 13 Delegierte 5 Superdelegierte Republikaner: 26 Delegierte 3 unverpflichtete Delegierte                                                                   | Caucus 1. Barack Obama (75 %) 9 2. Hillary Clinton (25 %) 4 | Caucus 1. Mitt Romney (44 %) 12 2. Mike Huckabee (22 %) 6 3. Ron Paul (17 %) 5 4. John McCain (16 %) 3 |
| Demokraten: 5. Februar 2008 Republikaner: 23. Februar 2008                                            | Amerikanisch-Samoa           | Die Einwohner haben bei den US-Präsidentenwahlen kein Stimmrecht. Demokraten: 3 Delegierte 6 Superdelegierte Republikaner: 6 Delegierte 3 unverpflichtete Delegierte   | Caucus 1. Hillary Clinton (57 %) 2 2. Barack Obama (43 %) 1 | Caucus 1. John McCain (100 %) 6 |
| 5. Februar 2008                                                                                       | Arizona                      | Demokraten: 56 Delegierte 11 Superdelegierte Republikaner: 50 Delegierte 3 unverpflichtete Delegierte                                                                  | Primary 1. Hillary Clinton (50 %) 31 2. Barack Obama (42 %) 25 John Edwards (5 %) 0 Bill Richardson (1 %) 0 Dennis Kucinich (0 %) 0                                                    | Primary 1. John McCain (47 %) 50 2. Mitt Romney (35 %) 0 3. Mike Huckabee (9 %) 0 4. Ron Paul (4 %) 0 Rudy Giuliani (3 %) 0 Fred Thompson (2 %) 0                                                                        |
| 5. Februar 2008                                                                                       | Arkansas                     | Demokraten: 35 Delegierte 12 Superdelegierte Republikaner: 31 Delegierte 3 unverpflichtete Delegierte                                                                  | Primary 1. Hillary Clinton (70 %) 27 2. Barack Obama (26 %) 8 John Edwards (2 %) 0 | Primary 1. Mike Huckabee (60 %) 29 2. John McCain (20 %) 1 3. Mitt Romney (14 %) 1 4. Ron Paul (5 %) 0 |
| 5. Februar 2008                                                                                       | Colorado                     | Demokraten: 55 Delegierte 16 Superdelegierte Republikaner: 43 Delegierte 3 unverpflichtete Delegierte                                                                  | Caucus 1. Barack Obama (67 %) 19 2. Hillary Clinton (32 %) 9 | Caucus (95 % ausgezählt) 1. Mitt Romney (60 %) 43 2. John McCain (19 %) 0 3. Mike Huckabee (13 %) 0 4. Ron Paul (8 %) 0                                                                                                  |
| 5. Februar 2008                                                                                       | Connecticut                  | Demokraten: 48 Delegierte 12 Superdelegierte Republikaner: 27 Delegierte 3 unverpflichtete Delegierte                                                                  | Primary 1. Barack Obama (51 %) 26 2. Hillary Clinton (47 %) 22 John Edwards (1 %) 0 | Primary 1. John McCain (52 %) 27 2. Mitt Romney (33 %) 0 3. Mike Huckabee (7 %) 0 4. Ron Paul (4 %) 0 Rudy Giuliani (2 %) 0                                                                                              |
| 5. Februar 2008                                                                                       | Delaware                     | Demokraten: 15 Delegierte 8 Superdelegierte Republikaner: 15 Delegierte 3 unverpflichtete Delegierte                                                                   | Primary 1. Barack Obama (53 %) 9 2. Hillary Clinton (42 %) 6 Joe Biden (3 %) 0 John Edwards (1 %) 0                                                                                    | Primary 1. John McCain (45 %) 15 2. Mitt Romney (33 %) 0 3. Mike Huckabee (15 %) 0 4. Ron Paul (4 %) 0 Rudy Giuliani (3 %) 0                                                                                             |
| 5. Februar 2008                                                                                       | Georgia                      | Demokraten: 87 Delegierte 16 Superdelegierte Republikaner: 69 Delegierte 3 unverpflichtete Delegierte                                                                  | Primary 1. Barack Obama (66 %) 60 2. Hillary Clinton (31 %) 27 John Edwards (2 %) 0 | Primary 1. Mike Huckabee (34 %) 51 2. John McCain (32 %) 12 3. Mitt Romney (30 %) 6 4. Ron Paul (3 %) 0 Rudy Giuliani (1 %) 0                                                                                            |
| Demokraten: 5. Februar 2008 Republikaner: 27. Mai 2008                                                | Idaho                        | Demokraten: 18 Delegierte 5 Superdelegierte Republikaner: 29 Delegierte 3 unverpflichtete Delegierte                                                                   | Caucus 1. Barack Obama (80 %) 15 2. Hillary Clinton (17 %) 3 John Edwards (1 %) 0 | Primary 1. John McCain (70 %) 17 2. Ron Paul (24 %) 6 3. None of the names shown (6 %) 1 |
| 5. Februar 2008                                                                                       | Illinois                     | Demokraten: 153 Delegierte 32 Superdelegierte Republikaner: 57 Delegierte 13 unverpflichtete Delegierte                                                                | Primary 1. Barack Obama (65 %) 104 2. Hillary Clinton (33 %) 49 John Edwards (2 %) 0                                                                                                   | Primary 1. John McCain (47 %) 54 2. Mitt Romney (29 %) 3 3. Mike Huckabee (17 %) 0 4. Ron Paul (5 %) 0 Rudy Giuliani (1 %) 0                                                                                             |
| 5. Februar 2008                                                                                       | Kalifornien                  | Demokraten: 370 Delegierte 71 Superdelegierte Republikaner: 170 Delegierte 3 unverpflichtete Delegierte                                                                | Primary 1. Hillary Clinton (51 %) 203 2. Barack Obama (43 %) 167 John Edwards (4 %) 0                                                                                                  | Primary 1. John McCain (42 %) 158 2. Mitt Romney (35 %) 12 3. Mike Huckabee (12 %) 0 4. Ron Paul (4 %) 0 Rudy Giuliani (4 %) 0 Fred Thompson (2 %) 0                                                                     |
| Demokraten: 5. Februar 2008 Republikaner: 9. Februar 2008                                             | Kansas                       | Demokraten: 32 Delegierte 9 Superdelegierte Republikaner: 36 Delegierte 3 unverpflichtete Delegierte                                                                   | Caucus 1. Barack Obama (74 %) 23 2. Hillary Clinton (26 %) 9 | Caucus 1. Mike Huckabee (60 %) 36 2. John McCain (24 %) 0 3. Ron Paul (11 %) 0 4. Alan Keyes (1 %) 0 Mitt Romney (3 %) 0                                                                                                 |
| 5. Februar 2008                                                                                       | Massachusetts                | Demokraten: 93 Delegierte 28 Superdelegierte Republikaner: 40 Delegierte 3 unverpflichtete Delegierte                                                                  | Primary 1. Hillary Clinton (56 %) 55 2. Barack Obama (40 %) 38 John Edwards (2 %) 0 | Primary 1. Mitt Romney (51 %) 22 2. John McCain (41 %) 18 3. Mike Huckabee (4 %) 0 4. Ron Paul (3 %) 0 Rudy Giuliani (1 %) 0                                                                                             |
| 5. Februar 2008                                                                                       | Minnesota                    | Demokraten: 72 Delegierte 16 Superdelegierte Republikaner: 38 Delegierte 3 unverpflichtete Delegierte                                                                  | Caucus 1. Barack Obama (66 %) 48 2. Hillary Clinton (32 %) 24 John Edwards (0 %) 0 | Caucus 1. Mitt Romney (41 %) 38 2. John McCain (22 %) 0 3. Mike Huckabee (20 %) 0 4. Ron Paul (16 %) 0 5. Alan Keyes (1 %) 0                                                                                             |
| 5. Februar 2008                                                                                       | Missouri                     | Demokraten: 72 Delegierte 16 Superdelegierte Republikaner: 58 Delegierte 0 unverpflichtete Delegierte                                                                  | Primary 1. Barack Obama (49 %) 36 2. Hillary Clinton (48 %) 36 John Edwards (2 %) 0 | Primary 1. John McCain (33 %) 58 2. Mike Huckabee (32 %) 0 3. Mitt Romney (29 %) 0 4. Ron Paul (4 %) 0 Rudy Giuliani (1 %) 0 Fred Thompson (1 %) 0                                                                       |
| Republikaner: 5. Februar 2008 Demokraten: 3. Juni 2008                                                | Montana                      | Demokraten: 16 Delegierte 8 Superdelegierte Republikaner: 25 Delegierte 0 unverpflichtete Delegierte                                                                   | Primary 1. Barack Obama (56 %) 9 2. Hillary Clinton (41 %) 7 | Caucus 1. Mitt Romney (38 %) 25 2. Ron Paul (25 %) 0 3. John McCain (22 %) 0 4. Mike Huckabee (15 %) 0 |
| 5. Februar 2008                                                                                       | New Jersey                   | Demokraten: 107 Delegierte 20 Superdelegierte Republikaner: 52 Delegierte 0 unverpflichtete Delegierte                                                                 | Primary 1. Hillary Clinton (54 %) 59 2. Barack Obama (44 %) 48 John Edwards (1 %) 0 | Primary 1. John McCain (55 %) 52 2. Mitt Romney (28 %) 0 3. Mike Huckabee (8 %) 0 4. Ron Paul (5 %) 0 Rudy Giuliani (3 %) 0 Fred Thompson (1 %) 0                                                                        |
| Demokraten: 5. Februar 2008 Republikaner: 3. Juni 2008                                                | New Mexico                   | Demokraten: 26 Delegierte 12 Superdelegierte Republikaner: 29 Delegierte 3 unverpflichtete Delegierte                                                                  | Primary 1. Hillary Clinton (49 %) 14 2. Barack Obama (48 %) 12 John Edwards (1 %) 0 Bill Richardson (1 %) 0                                                                            | Primary 1. John McCain (86 %) 29 2. Mitt Romney (14 %) 0 |
| 5. Februar 2008                                                                                       | New York                     | Demokraten: 232 Delegierte 49 Superdelegierte Republikaner: 98 Delegierte 3 unverpflichtete Delegierte                                                                 | Primary 1. Hillary Clinton (57 %) 136 2. Barack Obama (40 %) 91 John Edwards (1 %) 0                                                                                                   | Primary 1. John McCain (52 %) 87 2. Mitt Romney (25 %) 0 3. Mike Huckabee (10 %) 0 4. Ron Paul (6 %) 0 Rudy Giuliani (3 %) 0                                                                                             |
| 5. Februar 2008                                                                                       | North Dakota                 | Demokraten: 13 Delegierte 8 Superdelegierte Republikaner: 23 Delegierte 3 unverpflichtete Delegierte                                                                   | Caucus 1. Barack Obama (61 %) 8 2. Hillary Clinton (37 %) 5 John Edwards (1 %) 0 | Caucus 1. Mitt Romney (36 %) 8 2. John McCain (23 %) 5 3. Ron Paul (21 %) 5 4. Mike Huckabee (20 %) 5 |
| 5. Februar 2008                                                                                       | Oklahoma                     | Demokraten: 38 Delegierte 9 Superdelegierte Republikaner: 38 Delegierte 3 unverpflichtete Delegierte                                                                   | Primary 1. Hillary Clinton (55 %) 24 2. Barack Obama (31 %) 14 3. Bill Richardson (2 %) 0 4. Jim Rogers (1 %) 0 John Edwards (10 %) 0 Christopher Dodd (1 %) 0 Dennis Kucinich (1 %) 0 | Primary 1. John McCain (37 %) 32 2. Mike Huckabee (33 %) 6 3. Mitt Romney (25 %) 0 4. Ron Paul (3 %) 0 Rudy Giuliani (1 %) 0 Fred Thompson (1 %) 0                                                                       |
| 5. Februar 2008                                                                                       | Tennessee                    | Demokraten: 68 Delegierte 17 Superdelegierte Republikaner: 52 Delegierte 3 unverpflichtete Delegierte                                                                  | Primary 1. Hillary Clinton (54 %) 40 2. Barack Obama (40 %) 28 John Edwards (4 %) 0 | Primary 1. Mike Huckabee (34 %) 23 2. John McCain (32 %) 15 3. Mitt Romney (24 %) 8 4. Ron Paul (6 %) 0 Fred Thompson (3 %) 0 Rudy Giuliani (1 %) 0                                                                      |
| 5. Februar 2008                                                                                       | Utah                         | Demokraten: 23 Delegierte 6 Superdelegierte Republikaner: 36 Delegierte 0 unverpflichtete Delegierte                                                                   | Primary 1. Barack Obama (57 %) 14 2. Hillary Clinton (39 %) 9 John Edwards (3 %) 0 | Primary 1. Mitt Romney (89 %) 36 2. John McCain (5 %) 0 3. Ron Paul (3 %) 0 4. Mike Huckabee (1 %) 0 |
| Republikaner: 5. Februar 2008 und 13. Mai Demokraten: 13. Mai 2008                                    | West Virginia                | Demokraten: 28 Delegierte 11 Superdelegierte Republikaner: 27 Delegierte 3 unverpflichtete Delegierte                                                                  | Primary 1. Hillary Clinton (67 %) 20 2. Barack Obama (26 %) 8 John Edwards (7 %) 0 | Caucus 1. Mike Huckabee (52 %) 18 2. Mitt Romney (47 %) 0 3. John McCain (1 %) 0 Primary 1. John McCain (76 %) 9 2. Ron Paul (5 %) 0 Mike Huckabee (10 %) 0 Mitt Romney (4 %) 0 Rudy Giuliani (2 %) 0 Alan Keyes (1 %) 0 |
| Demokraten: 9. Februar 2008 Republikaner: 5. April 2008                                               | Amerikanische Jungferninseln | Die Einwohner haben bei den US-Präsidentenwahlen kein Stimmrecht. Demokraten: 3 Delegierte 6 Superdelegierte Republikaner: 6 Delegierte 3 unverpflichtete Delegierte   | Convention 1. Barack Obama (90 %) 3 2. Hillary Clinton (8 %) 0 | Caucus 1. Uncommitted (47 %) 6 2. John McCain (32 %) 0 3. Ron Paul (3 %) 0 Mitt Romney (19 %) 0 |
| 9. Februar 2008                                                                                       | Louisiana                    | Demokraten: 56 Delegierte 10 Superdelegierte Republikaner: 44 Delegierte 3 unverpflichtete Delegierte                                                                  | Primary 1. Barack Obama (57 %) 33 2. Hillary Clinton (36 %) 23 John Edwards (3 %) 0 Joe Biden (2 %) 0 Bill Richardson (1 %) 0 Christopher Dodd (1 %) 0                                 | Primary 1. Mike Huckabee (43 %) 2. John McCain (42 %) 3. Ron Paul (5 %) 4. Alan Keyes (1 %) Mitt Romney (6 %) Fred Thompson (1 %) Rudy Giuliani (1 %)                                                                    |
| Demokraten: 9. Februar 2008 Republikaner: 13. Mai 2008                                                | Nebraska                     | Demokraten: 24 Delegierte 7 Superdelegierte Republikaner: 30 Delegierte 3 unverpflichtete Delegierte                                                                   | Caucus 1. Barack Obama (68 %) 16 2. Hillary Clinton (32 %) 8 | Primary 1. John McCain (87 %) 2. Ron Paul (13 %) |
| Demokraten: 9. Februar 2008 Republikaner: 9. Februar                                                  | Washington                   | Demokraten: 78 Delegierte 19 Superdelegierte Republikaner: 37 Delegierte 3 unverpflichtete Delegierte                                                                  | Caucus 1. Barack Obama (68 %) 52 2. Hillary Clinton (31 %) 26 3. Uncommitted (01 %) 19                                                                                                 | Primary & Caucus 1. John McCain (26 %) 16 2. Mike Huckabee (24 %) 3 3. Ron Paul (21 %) 0 4. Uncommitted (13 %) 21 Mitt Romney (17 %) 0                                                                                   |
| Republikaner: 3. Januar – 10. Juni 2008 Demokraten: 5.–12. Februar 2008 und 15. März – 11. April 2008 | Ausland                      | Demokraten: 7 Delegierte 4 Superdelegierte | Primary 1. Barack Obama (66 %) 4,5 2. Hillary Clinton (32 %) 2,5 John Edwards (1 %) 0 Dennis Kucinich (1 %) 0                                                                          | |
| 12. Februar 2008                                                                                      | Maryland                     | Demokraten: 70 Delegierte 29 Superdelegierte Republikaner: 34 Delegierte 3 unverpflichtete Delegierte                                                                  | Primary 1. Barack Obama (61 %) 43 2. Hillary Clinton (36 %) 27 John Edwards (1 %) 0 | Primary 1. John McCain (55 %) 34 2. Mike Huckabee (29 %) 0 3. Ron Paul (6 %) 0 4. Alan Keyes (1 %) 0 Mitt Romney (7 %) 0 Rudy Giuliani (1 %) 0 Fred Thompson (1 %) 0                                                     |
| 12. Februar 2008                                                                                      | Virginia                     | Demokraten: 83 Delegierte 18 Superdelegierte Republikaner: 60 Delegierte 3 unverpflichtete Delegierte                                                                  | Primary 1. Barack Obama (64 %) 54 2. Hillary Clinton (35 %) 29 John Edwards (1 %) 0 | Primary 1. John McCain (50 %) 60 2. Mike Huckabee (41 %) 3. Ron Paul (5 %) Mitt Romney (4 %) 0 Fred Thompson (1 %) 0 |
| 12. Februar 2008                                                                                      | Washington, D.C.             | Demokraten: 15 Delegierte 23 Superdelegierte Republikaner: 16 Delegierte 3 unverpflichtete Delegierte                                                                  | Primary 1. Barack Obama (75 %) 12 2. Hillary Clinton (24 %) 3 John Edwards (0 %) 0 | Primary 1. John McCain (68 %) 16 2. Mike Huckabee (16 %) 0 3. Ron Paul (8 %) 0 Mitt Romney (6 %) 0 Rudy Giuliani (2 %) 0                                                                                                 |
| Demokraten: 19. Februar 2008 Republikaner: 16. bis 18. Mai 2008                                       | Hawaii                       | Demokraten: 20 Delegierte 9 Superdelegierte Republikaner: 17 Delegierte 3 unverpflichtete Delegierte                                                                   | Caucus 1. Barack Obama (76 %) 14 2. Hillary Clinton (24 %) 6 | Convention 1. John McCain (100 %) 17 |
| 19. Februar 2008                                                                                      | Wisconsin                    | Demokraten: 74 Delegierte 18 Superdelegierte Republikaner: 40 Delegierte 3 unverpflichtete Delegierte                                                                  | Primary 1. Barack Obama (58 %) 42 2. Hillary Clinton (41 %) 32 John Edwards (1 %) 0 | Primary 1. John McCain (55 %) 34 2. Mike Huckabee (37 %) 6 3. Ron Paul (5 %) 0 Mitt Romney (2 %) 0 Fred Thompson (1 %) 0                                                                                                 |
| Republikaner: 23. Februar 2008                                                                        | Nördliche Marianen           | Die Einwohner haben bei den US-Präsidentenwahlen kein Stimmrecht. Republikaner: 6 Delegierte 3 unverpflichtete Delegierte                                              | | Caucus 1. John McCain (91 %) 6 2. Mike Huckabee (5 %) 0 3. Ron Paul (5 %) 0 |
| Republikaner: 24. Februar 2008 Demokraten: 1. Juni 2008                                               | Puerto Rico                  | Die Einwohner haben bei den US-Präsidentenwahlen kein Stimmrecht. Demokraten: 55 Delegierte 8 Superdelegierte Republikaner: 20 Delegierte 3 unverpflichtete Delegierte | Primary 1. Hillary Clinton (68 %) 38 2. Barack Obama (32 %) 17 | Caucus 1. John McCain (90 %) 20 2. Mike Huckabee (5 %) 0 3. Ron Paul (4 %) 0 |
| 4. März 2008                                                                                          | Ohio                         | Demokraten: 141 Delegierte 20 Superdelegierte Republikaner: 85 Delegierte 3 unverpflichtete Delegierte                                                                 | Primary 1. Hillary Clinton (54 %) 75 2. Barack Obama (44 %) 66 John Edwards (2 %) 0 | Primary 1. John McCain (60 %) 85 2. Mike Huckabee (31 %) 0 3. Ron Paul (5 %) 0 Mitt Romney (3 %) 0 Fred Thompson (2 %) 0                                                                                                 |
| 4. März 2008                                                                                          | Rhode Island                 | Demokraten: 21 Delegierte 11 Superdelegierte Republikaner: 17 Delegierte 3 unverpflichtete Delegierte                                                                  | Primary 1. Hillary Clinton (58 %) 13 2. Barack Obama (40 %) 8 John Edwards (1 %) 0 | Primary 1. John McCain (65 %) 13 2. Mike Huckabee (22 %) 4 3. Ron Paul (7 %) 0 Mitt Romney (4 %) 0 |
| Demokraten: 4. März 2008 Republikaner: 4. März 2008                                                   | Texas                        | Demokraten: 193 Delegierte 35 Superdelegierte Republikaner: 137 Delegierte 3 unverpflichtete Delegierte                                                                | Primary 1. Hillary Clinton (51 %) 94 2. Barack Obama (47 %) 99 John Edwards (1 %) 0 | Primary 1. John McCain (51 %) 120 2. Mike Huckabee (38 %) 17 3. Ron Paul (5 %) 0 4. Alan Keyes (1 %) 0 Mitt Romney (2 %) 0 Fred Thompson (1 %) 0 Duncan Hunter (1 %) 0                                                   |
| 4. März 2008                                                                                          | Vermont                      | Demokraten: 15 Delegierte 8 Superdelegierte Republikaner: 14 Delegierte 3 unverpflichtete Delegierte                                                                   | Primary 1. Barack Obama (59 %) 9 2. Hillary Clinton (40 %) 6 John Edwards (1 %) 0 Dennis Kucinich (1 %) 0                                                                              | Primary 1. John McCain (71 %) 17 2. Mike Huckabee (14 %) 0 3. Ron Paul (7 %) 0 Mitt Romney (5 %) 0 Rudy Giuliani (2 %) 0                                                                                                 |
| Republikaner: 8. März 2008 Demokraten: 3. Mai 2008                                                    | Guam                         | Die Einwohner haben bei den US-Präsidentenwahlen kein Stimmrecht. Demokraten: 4 Delegierte 5 Superdelegierte Republikaner: 6 Delegierte 3 unverpflichtete Delegierte   | Convention 1. Barack Obama (50 %) 2 2. Hillary Clinton (50 %) 2 | Convention 1. John McCain (100 %) 6 |
| 11. März 2008                                                                                         | Mississippi                  | Demokraten: 33 Delegierte 7 Superdelegierte Republikaner: 36 Delegierte 3 unverpflichtete Delegierte                                                                   | Primary 1. Barack Obama (61 %) 19 2. Hillary Clinton (37 %) 14 John Edwards (1 %) 0 | Primary 1. John McCain (79 %) 36 2. Ron Paul (4 %) 0 3. Alan Keyes (1 %) 0 Mike Huckabee (13 %) 0 Mitt Romney (2 %) 0 Fred Thompson (2 %) 0 Rudy Giuliani (1 %) 0                                                        |
| 22. April 2008                                                                                        | Pennsylvania                 | Demokraten: 158 Delegierte 30 Superdelegierte Republikaner: 71 Delegierte 3 unverpflichtete Delegierte                                                                 | Primary 1. Hillary Clinton (55 %) 84 2. Barack Obama (45 %) 74 | Primary 1. John McCain (73 %) 74 2. Ron Paul (16 %) 0 Mike Huckabee (11 %) 0 |
| 6. Mai 2008                                                                                           | Indiana                      | Demokraten: 72 Delegierte 12 Superdelegierte Republikaner: 54 Delegierte 3 unverpflichtete Delegierte                                                                  | Primary 1. Hillary Clinton (51 %) 38 2. Barack Obama (49 %) 34 | Primary 1. John McCain (77 %) 54 2. Ron Paul (8 %) 0 Mike Huckabee (10 %) 0 Mitt Romney (5 %) 0 |
| 6. Mai 2008                                                                                           | North Carolina               | Demokraten: 115 Delegierte 19 Superdelegierte Republikaner: 66 Delegierte 3 unverpflichtete Delegierte                                                                 | Primary 1. Barack Obama (56 %) 66 2. Hillary Clinton (41 %) 49 Mike Gravel (1 %) 0 | Primary 1. John McCain (74 %) 66 2. Ron Paul (7 %) 0 Mike Huckabee (12 %) 0 Alan Keyes (3 %) 0 |
| 20. Mai 2008                                                                                          | Kentucky                     | Demokraten: 51 Delegierte 9 Superdelegierte Republikaner: 42 Delegierte 3 unverpflichtete Delegierte                                                                   | Primary 1. Hillary Clinton (66 %) 37 2. Barack Obama (30 %) 14 John Edwards (2 %) 0 | Primary 1. John McCain (72 %) 42 2. Ron Paul (7 %) 0 Mike Huckabee (8 %) 0 Mitt Romney (5 %) 0 Rudy Giuliani (2 %) 0 Alan Keyes (1 %) 0                                                                                  |
| 20. Mai 2008                                                                                          | Oregon                       | Demokraten: 52 Delegierte 13 Superdelegierte Republikaner: 27 Delegierte 3 unverpflichtete Delegierte                                                                  | Primary 1. Barack Obama (59 %) 31 2. Hillary Clinton (41 %) 21 | Primary 1. John McCain (84 %) 27 2. Ron Paul (14 %) 0 |
| 3. Juni 2008                                                                                          | South Dakota                 | Demokraten: 15 Delegierte 8 Superdelegierte Republikaner: 24 Delegierte 3 unverpflichtete Delegierte                                                                   | Primary 1. Hillary Clinton (55 %) 8 2. Barack Obama (45 %) 7 | Primary 1. John McCain (70 %) 24 2. Ron Paul (17 %) 0 Mike Huckabee (7 %) 0 Mitt Romney (3 %) 0 |

### Sieger in den einzelnen Countys
| Demokraten                                |
| Barack Obama Hillary Clinton John Edwards |

| Republikaner                                                               |
| John McCain Mitt Romney Mike Huckabee Ron Paul Fred Thompson Duncan Hunter |